# Heartfelt Arena
Die Heartfelt Arena (zuvor Saambou Arena) ist eine private Multifunktionsarena für sportliche und kulturelle Veranstaltungen im südafrikanischen Pretoria. Sie wurde ursprünglich für die South African Defence Force (SADF) errichtet.
Im Februar 2023 fand in der Arena die Hallenhockey-Weltmeisterschaft statt. Zudem war die Arena Gastgeber des Idols-Castingwettbewerb und ist Austragungsort zahlreicher Spiele der Netball-Liga.